# Valentin Sterzin
Valentin Sterzin, slovinsky též Valentin Štercin, byl rakouský politik slovinské národnosti z Kraňska, během revolučního roku 1848 poslanec Říšského sněmu.

## Biografie
Roku 1849 se uvádí jako Valentin Sterzin, tříčtvrteční láník (dreiviertel-Hubner) v obci Mekinje (Münkendorf).
Během revolučního roku 1848 se zapojil do veřejného dění. Ve volbách roku 1848 byl zvolen i na ústavodárný Říšský sněm. Zastupoval volební obvod Kamnik. Tehdy se uváděl coby tříčtvrteční láník. Patřil mezi slovinské národně orientované poslance. Na poslanecký mandát rezignoval v prosinci 1848 ze zdravotních a osobních důvodů. V parlamentu ho pak nahradil Miha Lavrič.